# Andi Carnick
Andi Carnick (née le 23 octobre 1969  à  West Bloomfield Township dans l'état du Michigan aux États-Unis) est une actrice américaine. 

## Filmographie  sélective

### Cinéma
- 1998 : All of It de Jody Podolsky : Wendy Jacobs-Rubin
- 1999 : Fight Club de David Fincher : Hotel Desk Clerk
- 2002 :  Simone de Andrew Niccol : Reporter

### Télévision

#### Séries télévisées
- 1995 : New York Police Blues : Une affaire de viol (saison 2 épisode 21) : Ann Delaney
- 1995 : Too Something : Money Grubbers (saison 1 épisode 16) : Woman
- 1996 : Living Single : The Engagement: Part 1 (saison 3 épisode 27) : Peggy
- 1996 : American Gothic : Aller-retour en enfer (saison 1 épisode 9) : Lily Crower
- 1998 : Nash Bridges : Tueur de femmes (saison 3 épisode 19) : Vanessa
- 2000 : Diagnostic : Meurtre  : L'Arme à gauche (saison 7 épisode 20) : Lt. Col. Sally Macpherson
- 2000 : JAG : Retrouvailles [1/2] (saison 6 épisode 1) : Marcy Reynolds
- 2000 : JAG : Retrouvailles [2/2] (saison 6 épisode 2) : Marcy Reynolds
- 2001 : Les Âmes damnées  : Pilot (saison 1 épisode 1)
- 2001 : Charmed : Les Liens du sang (1/2)  (saison 4 épisode 1) : Priestess
- 2002 : Washington Police : Prêtres perdus (saison 3 épisode 5) : Teresa Haskell
- 2003 : La Vie avant tout  : Apparences trompeuses (saison 4 épisode 5) : Diane
- 2004 : Le Monde de Joan : Les Dessous de Joan (saison 1 épisode 17) : Emily Kerr
- 2005 : Amy : Hésitations (saison 6 épisode 15) : Lisa Wingate
- 2007 : FBI : Portés disparus  :  En vrille (saison 5 épisode 12) : Karen Murphy
- 2008 : Saving Grace :  La Fin du cauchemar (saison 2 épisode 1) : Lisa Clary
- 2009 : Esprits criminels :  Mauvaise Conduite (saison 4 épisode 23) : Shannon Makely
- 2011 : NCIS : Enquêtes spéciales :  Tourner une page / Ne rien demander, ne rien dire (saison 8 épisode 12) : Penny Block
- 2011 : Los Angeles, police judiciaire : Premiers émois (saison 1 épisode 14) : Mary Garrett
- 2011 : Body of Proof : Le Ressuscité (saison 2 épisode 4) : Diane
- 2011 : Enlightened : Ces mères... (saison 1 épisode 5) : Susan Watkins
- 2012 : Jane by Design : The Getaway (saison 1 épisode 9) : Real Estate Agent
- 2013 : The Office : La Fidélité (saison 9 épisode 12)
- 2013 : Rizzoli and Isles : Un cœur de glace (saison 4 épisode 8) : Sheila Pierce
- 2013 : Mentalist : La Liste de Jane (saison 6 épisode 1) : le sergent du Sac PD